# Plectocomiopsis corneri
Plectocomiopsis corneri är en enhjärtbladig växtart som beskrevs av Caetano Xavier Furtado. Plectocomiopsis corneri ingår i släktet Plectocomiopsis och familjen Arecaceae. Inga underarter finns listade i Catalogue of Life.